# 德意志民主共和国宪法

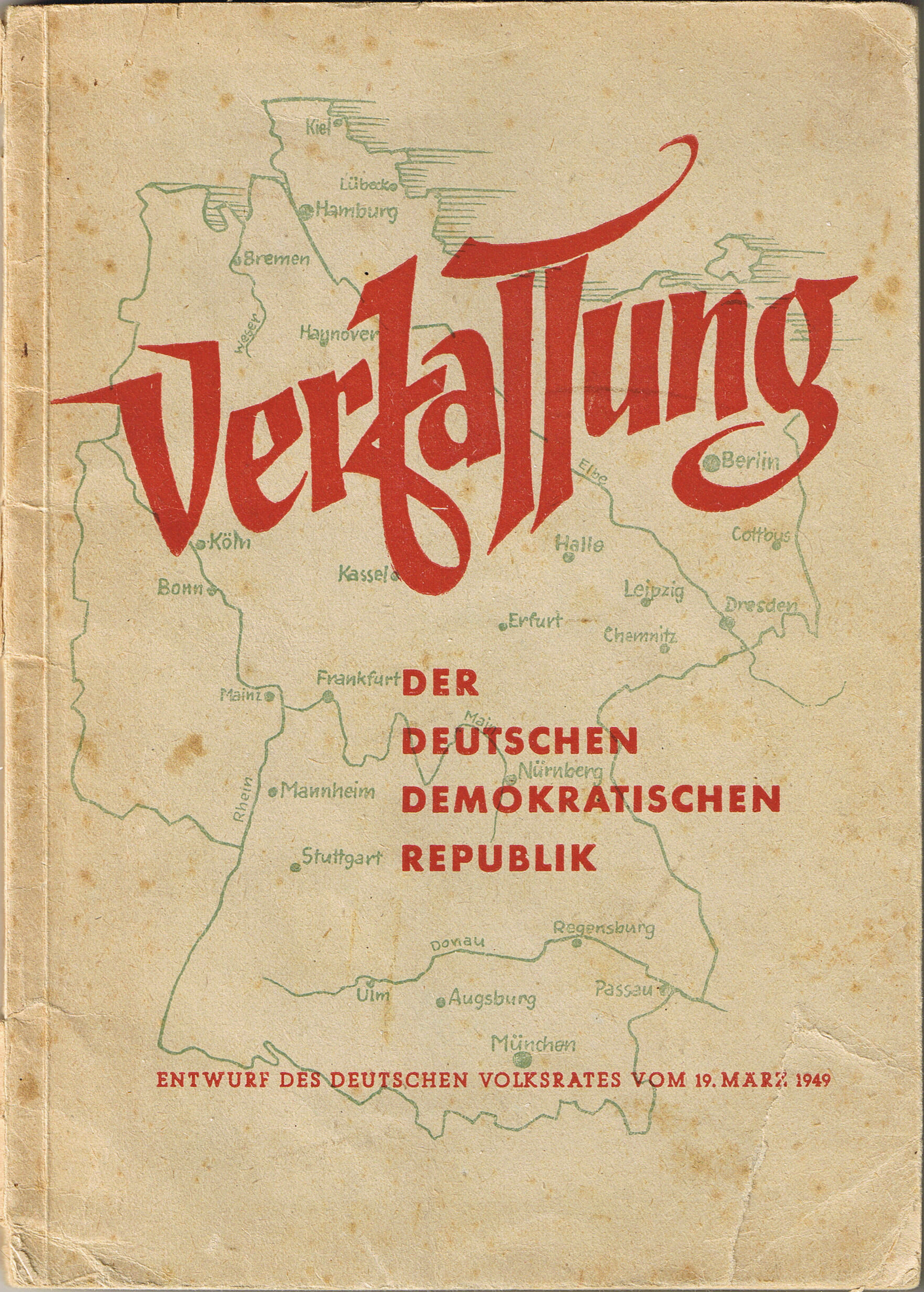
1949年3月《德意志民主共和国宪法》草案封面

《德意志民主共和国宪法》（德語：Verfassung der Deutschen Demokratischen Republik）是德意志民主共和国在1949至1990年10月3日存续期间所使用的宪法。该宪法共有三个版本，最初的版本颁布于1949年10月7日，其内容与《魏玛宪法》高度相似。这一宪法最初规定德意志民主共和国是一个联邦制的民主共和国，由于最初的宪法未能准确反映东德的政治气候，东德遂于1968年颁布了新宪法，并在1974年颁布修正案。

## 1949年宪法
1949年宪法颁布于1949年10月7日，其基础为德国统一社会党1946年9月的草稿。1949年宪法最初是为一个统一的德国撰写的，而不是后来在苏占区单独成立社会主义政权。因此这一宪法部分模仿了西方的议会民主制度，但又与之不同。在政府组织上表面上模仿了《德意志聯邦共和國基本法》。另外一个模仿议会民主制的地方是立法机构被分为上議院“联邦议会”（Länderkammer）和下議院“人民议会”（Volkskammer），总理由人民议会席位最多的党选举产生，东德总统的权力极为有限，并可在两院三分之二同意的前提下罢免。
人民议会掌握立法权，联邦议会可向前者提供法律草案。1949年宪法是建立社会主义制度和为向全德国推行民主制的妥协产物。批评者指出，由于缺乏真正独立的宪政司法机构，宪法文本变得毫无意义。事实上随着时间的推移，东德政府无视宪法条文，默许了德国统一社会党建立对政治权力的集中控制。
1949年《德意志民主共和国宪法》第1章，第1条规定：
德国是由德国各州组建的一个不可分割的共和国。

## 1968年宪法

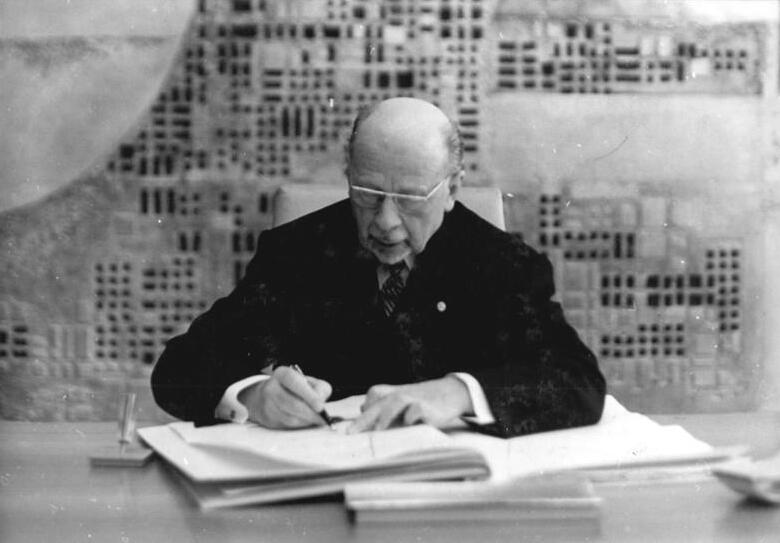
1968年4月8日乌布里希在新宪法上签字

1967年4月统一社会党七届党代会上，乌布里希宣布要建立新的宪法，宣称旧宪法与“社会主义社会的社会关系以及历史发展的当前阶段”不相适应。新宪法需要体现马克思列宁主义的政治理念以及统一社会党领导的工人阶级的作用。新宪法同时体现了党在建设社会主义和共产主义中的主要引导地位。1967年12月人民议会建立了新宪法起草委员会，两个月后颁布新宪法。经94.5%的赞成票表决通过，新宪法在三天后的1968年4月9日生效。
与民主主义的1949年宪法不同的是，1968年宪法完全是共产主义色彩的宪法，其原型为《1936年苏联宪法》。该宪法将1949年宪法依照社会主义框架修改，并减少了部分权利。
1968年宪法第1章，第1条为：
德意志民主共和国是一个德意志民族的社会主义国家，是由工人阶级和马克思列宁主义政党领导的，由城市和乡村中的劳动人民构成的政治实体，其目的是实现社会主义。
这里的马克思列宁主义政党为统一社会党，这也是首次在宪法中提及统一社会党的地位。其余的修改为将1949年的“民主共和国”改为“德意志民族的社会主义国家”，将第二条中“权力来自人民”更改为来自“城市和乡村中的劳动人民”。
其他的调整还有：
- 第6条：国家将遵循“社会主义国际主义的原则”，并与苏联保持“兄弟间的友谊”。
- 第9条：国民经济建立在“生产资料的社会主义所有制”上。
- 第20条：保障思想自由和信仰自由。
- 第21条：保证了公民基本权利和相应的义务不可分割。
- 第47条：“民主集中制”是建设社会主义的最高权威。

## 1974年修正案

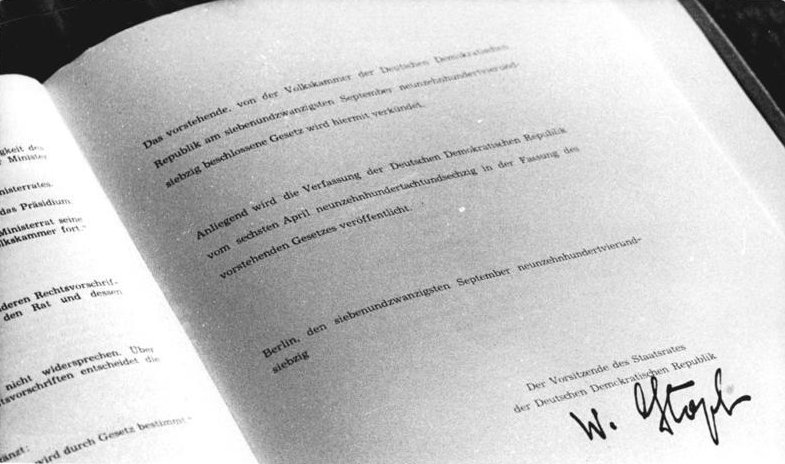
1974年修正案

1971年5月埃里希·昂纳克掌权后，德意志民主共和国逐渐被国际社会所承认。此时东德政府放弃了认同民主德国为更大的德意志国家一部分的理念，而推行“民主化”政策，亦即确立独立的民主德国国家认同。因此1974年9月27日人民议会移除了关于德意志民族的内容，并加强了和苏联之间基于团结和友谊的联系。实际上在1970年代，由于东西德推行东方政策和缓和政策，两国间居民的联系变得更加紧密了。
1974年宪法第1章，第1条为：
德意志民主共和国是一个工农社会主义国家，是由工人阶级和马克思列宁主义政党领导的，由城市和乡村中的劳动人民构成的政治实体。

## 1989-90年草案
1989年柏林墙倒塌及非暴力革命后，宪法曾被大幅修改，首先是废除了第一条中给予统一社会党的权利。1990年4月的圆桌会议曾起草了一个民主化的新宪法，然而由于通过自由选举的新人民议会决定推进东西德统一，该宪法草案未被实施。

## 废止
1990年10月3日，随着两德统一，东德不复存在，该宪法亦正式废除，由原西德的《德意志聯邦共和國基本法》取而代之成为全德国的宪法。

### 引用
1. ↑  http://web.wm.edu/law/publications/lawreview/documents/Vol49-4_Markovits.pdf?svr=law%5B%5D